# Laricobius rubidus
Laricobius rubidus är en skalbaggsart som beskrevs av Leconte 1861. Laricobius rubidus ingår i släktet Laricobius och familjen barrlusbaggar. Inga underarter finns listade i Catalogue of Life.